# 루이스 마리아 아르가냐
루이스 마리아 아르가냐(Luis María Argaña)는 파라과이의 정치인이었다. 한때 부통령을 지낸 적 있으나, 1999년 당시 일어난 테러로 희생당했다.
정치적으로도 스트로에스네르(Stroessner)와 유사했다. 이러한 이유로 미국은 아르가냐가 대선에서 승리하면 좋지 않은 결과가 나올 것임을 예측했다(). 1998년 부통령이 되었으나, 꾸바스정권 하의 테러로 인해 온갖 어려움을 겪게 된다. 당시 오비에도장군이 와스모시대통령을 추방시키려 했다가 체포되었는데, 꾸바스가 그를 석방하려 했기 때문이다. 특히나 꾸바스대통령이 오비에도장군에게 너무 관대했던 것이 아르가냐에게는 위험한 것과도 같았다. 결국 꾸바스대통령으로부터 보호받은 오비에도장군은 테러를 주도했고. 1999년 3월 28일 아침 출근하던 중 괴한들의 총에 맞아 숨지고 말았다(). 이 사건을 계기로 오비에도장군이 범인으로 몰리게 되었고, 꾸바스대통령 역시 탄핵이 밟히기 시작했다.

## 역대 선거 결과
| 선거명      | 직책명            | 대수 | 정당       | 득표율 | 득표수    | 결과 | 당락 |
| ----------- | ----------------- | ---- | ---------- | ------ | --------- | ---- | ---- |
| 1998년 선거 | 파라과이의 부통령 | 22대 | 콜로라도당 | 55.35% | 887,196표 | 1위  |      |